# Le Samouraï
Le Samouraï is een Franse misdaadfilm uit 1967 onder regie van Jean-Pierre Melville. De film bevat weinig dialogen en was Melvilles eerste kleurenfilm. Hij diende als voorbeeld voor heel wat regisseurs, zoals Jean-Luc Godard en later Quentin Tarantino. Voor het personage Jef Costello werd Melville geïnspireerd door het personage Philip Raven, gespeeld door Alan Ladd in This Gun for Hire (1942).

## Verhaal
De film begint op zaterdag 4 april. Jef Costello is een huurmoordenaar die zijn moorden steeds zorgvuldig voorbereidt. In zijn appartement leeft hij als een echte eenling; zijn enige gezelschap is een kanarie. Hij volgt in zijn gestructureerde leven enkele regels die hem helpen te overleven bij het uitoefenen van zijn gevaarlijke beroep.
Voor zijn nieuwste opdracht moet hij naar een nachtclub om de eigenaar te doden. Hij houdt met alle details rekening. Voordat hij begint, steelt hij een Citroën DS en laat hij de nummerplaten verwisselen. Daarna gaat Costello naar zijn vriendin Jane, die in geval van arrestatie moet dienen als alibi. Wanneer hij in de nachtclub aankomt, wandelt hij meteen naar het kantoor van Martey, de eigenaar. Zonder aarzelen schiet Costello de man neer. Maar zodra hij de plaats van de moord verlaat, wordt hij door verscheidene mensen gezien. De pianiste Valérie kijkt hem recht in zijn ogen.
Later die avond wordt Costello met nog een aantal mannen van zijn leeftijd opgepakt door de politie en voorgeleid. Costello raakt niet in paniek; hij heeft tenslotte een alibi. Bovendien slagen zelfs de ooggetuigen er niet in om hem te identificeren, ook de pianiste niet. De politiecommissaris besluit Costello te laten gaan, maar laat hem schaduwen, en de politie plaatst afluisterapparatuur in zijn appartement. Wanneer Costello door zijn opdrachtgever wordt betaald, eindigt de ontmoeting in een schietpartij, waarbij Costello gewond raakt aan zijn linkerarm.
Costello wil nu onopgemerkt proberen te achterhalen hoe de zaak werkelijk in elkaar steekt. Tijdens zijn persoonlijk onderzoek ontdekt hij dat de politie hem afluistert. Hij raakt steeds meer in de problemen. En alsof dat nog niet genoeg is, moet hij van zijn opdrachtgevers Valérie, de ooggetuige, vermoorden. Costello bereidt zich opnieuw zorgvuldig voor en wandelt ditmaal op zeer opvallende wijze de nachtclub binnen. Vervolgens stapt hij naar de piano van Valérie en haalt hij zijn wapen tevoorschijn. Valerie raakt niet in paniek, ze blijft doorspelen, en vraagt alleen 'waarom?' Waarop Costello antwoordt dat hij er voor betaald wordt. Als hij aanstalten te maakt om te schieten, wordt hij door binnenstormende agenten gedood. Valérie denkt dat ze net aan de dood ontsnapt is, maar als de politie-inspecteur het pistool van Costello opent, ziet hij dat het niet geladen was.

## Rolverdeling
| Acteur             | Personage          |
| ------------------ | ------------------ |
| Alain Delon        | Jef Costello       |
| François Périer    | Commissaris        |
| Nathalie Delon     | Jane Lagrange      |
| Cathy Rosier       | Pianiste           |
| Jacques Leroy      | Man op de loopbrug |
| Michel Boisrond    | Wiener             |
| Robert Favart      | Barman             |
| Jean-Pierre Posier | Olivier Rey        |
| Catherine Jourdan  | Garderobejuffrouw  |
| Roger Fradet       | Inspecteur         |
| Carlo Nell         | Inspecteur         |
| Robert Rondo       | Inspecteur         |
| André Salgues      | Garagehouder       |
| André Thorent      | Politieagent       |
| Jacques Deschamps  | Politieagent       |

## Succes van de film
Le Samouraï wordt vaak beschouwd als een van de beste misdaadfilms ooit. Regisseur Jean-Pierre Melville maakte in deze spannende neo-noir gebruik van slechts drie schietpartijen. Dit is een heel klein aantal voor een gangsterfilm. Toch wordt deze film vaak gelauwerd omwille van de spannende scènes. Ook het personage van Alain Delon, die de laconieke Jef Costello speelt, lijkt de tand des tijds bijzonder goed te doorstaan. Bovendien zorgde de film, ondanks het eenvoudige scenario, al voor veel discussies over onder andere de diepere betekenissen van de film.
Le Samouraï werd als basis gebruikt voor heel wat films zoals The Killer (1989) van John Woo, The Driver (1978) van Walter Hill en Reservoir Dogs (1992) van Quentin Tarantino. Ook Ghost Dog (1999) van Jim Jarmusch is er door beïnvloed.

## Einde van de film
Op het einde van de film wordt Costello doodgeschoten door de politie. Het blijkt dat hij geen kogels in zijn wapen had en dus kan deze scène als een zelfmoord worden beschouwd. Costello doet zoveel moeite om vermoord te worden, omdat hij iedereen wil laten zien dat hij de opdracht had kunnen vervullen indien hij dat had gewild. Costello bleef zo tot aan zijn dood een echte professional.

### Alternatief einde
Regisseur Melville wilde dat Delon zou glimlachen op het moment dat Costello wordt doodgeschoten. Maar toen hij ontdekte dat Delon dit al eens had gedaan in een andere film, besloten ze de glimlach te schrappen. Er bestaan wel foto's van deze scène.

## Citaat
- De film opent met de frase "Er bestaat geen grotere eenzaamheid dan die van de samoerai, behalve die van de tijger in de jungle... Wellicht...".[4] Hoewel deze tekst wordt gepresenteerd als een citaat uit De Bushido (het boek van de samoerai), is hij verzonnen door Melville.